# Beare
Malcom Beare is een Australische boer die "onder het werk" een nieuw (zestakt)-motorconcept bedacht waarmee problemen in de cilinderkop van een normale viertaktmotor (met name de traagheid van kleppen en klepveren en de warmteproblemen van de uitlaatklep) opgelost moesten worden.
De bedrijfsnaam was: Beare Technology Cambrai, Australia (1991-)
Hoewel de motor "sixstroke" (zestakt) genoemd werd, was alles onder de koppakking een normale viertaktmotor. De cilinderkop was echter vervangen door een soort "omgekeerd" tweetaktmotortje. Een getande riem, die normaal gesproken de nokkenas aandreef, liet nu een krukasje op het halve motortoerental draaien. Aan dit krukasje zat (ondersteboven) een zuigertje, dat de in- en uitlaatpoorten aanstuurde. Het kleppenmechanisme was zodoende vervangen en het originele motorblok hoefde - op de cilinderkop na - niet gewijzigd te worden.
Het eerste prototype was in 1991 klaar en Beare bouwde zelfs een Ducati-racemotor met zijn "zestaktmotor".